# موزمبيق البرتغالية

العلم المقترح لموزمبيق البرتغالية

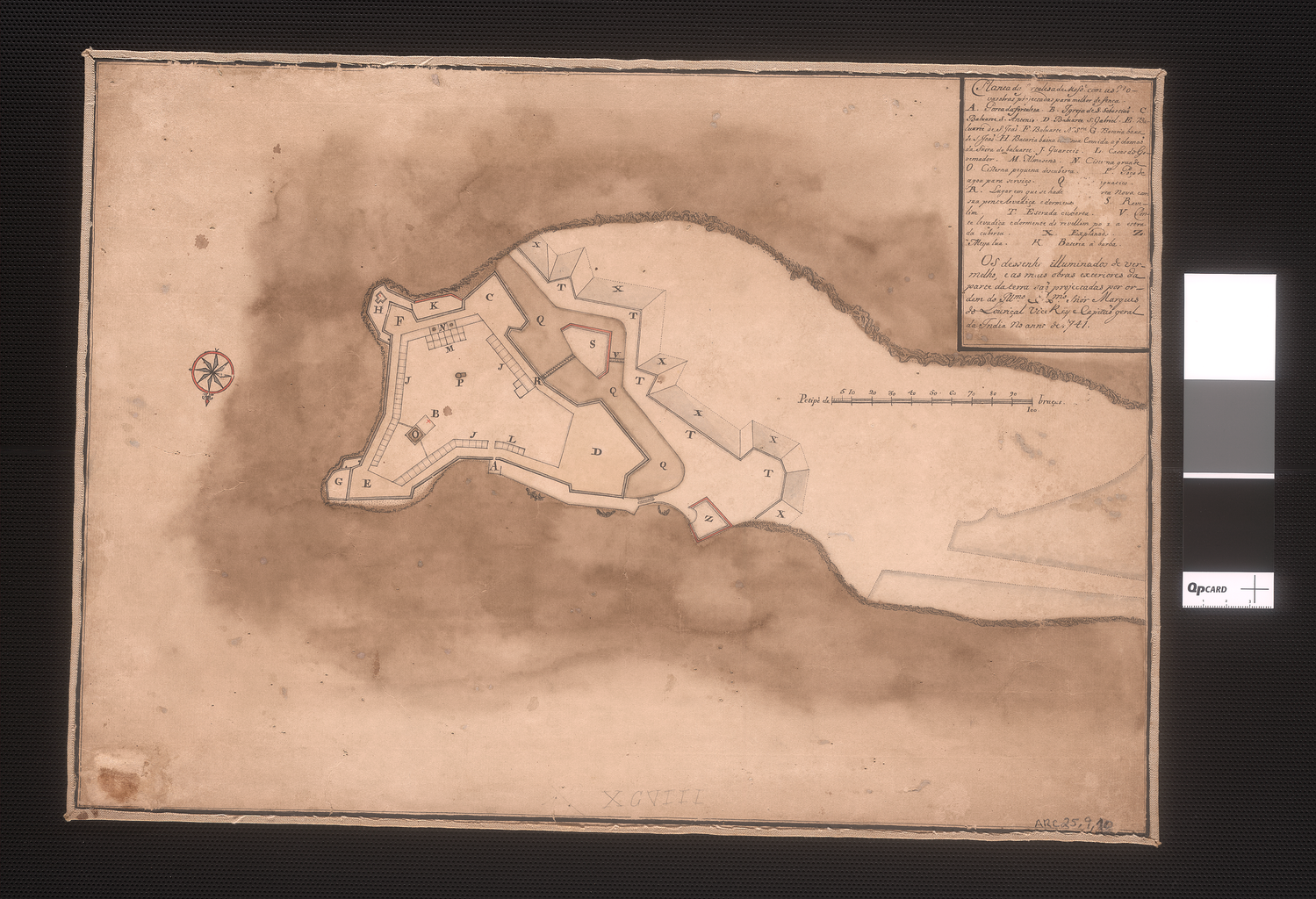
القلعة البرتغالية ساو سيباستياو في جزيرة موزمبيق.

موزمبيق البرتغالية أو شرق أفريقيا البرتغالية هي الفترة التي كانت فيها دولة موزمبيق مستعمرة برتغالية. شكلت موزمبيق البرتغالية سلسلة من الممتلكات البرتغالية على طول الساحل الجنوبي لشرق أفريقيا، وأصبحت فيما بعد مستعمرة موحدة، والتي تشكل الآن جمهورية موزمبيق.
تشكلت المستوطنات التجارية البرتغالية - والمستعمرات لاحقًا - على طول الساحل وفي حوض زامبيزي من عام 1498 عندما وصلفاسكو دا غاما لأول مرة إلى ساحل موزمبيق. استكشف لورنسو ماركيز المنطقة التي أصبحت الآن خليج مابوتو في عام 1544. وزاد البرتغاليون جهودهم لاحتلال المناطق الداخلية من المستعمرة بعد التدافع على أفريقيا، وأمنوا السيطرة السياسية على معظم أراضيها في عام 1918، في مواجهة مقاومة الأفارقة خلال هذه العملية.

## التاريخ
سيطرت جمهورية البندقية على الكثير من طرق التجارة بين أوروبا وآسيا. بعد إغلاق الطرق البرية التقليدية المؤدية إلى الهند من قبل الأتراك العثمانيين، كانت البرتغال تأمل في استخدام الطريق البحري الذي استحدثه فاسكو دا غاما لكسر احتكار البندقية التجاري. في البداية، ركز الحكم البرتغالي في شرق إفريقيا بشكل أساسي على الشريط الساحلي المتمركز في مومباسا. مع الرحلات التي قادها فاسكو دا غاما وفرانسيسكو دي الميدا وألفونسو دي ألبوكيرك، سيطر البرتغاليون على معظم ساحل جنوب شرق إفريقيا، بما في ذلك سفالة وجزيرة كلوة بحلول عام 1515.